# Анджеј Стасјук
Анджеј Стасјук (пољ. Andrzej Stasiuk; Варшава, Пољска 25. септембар 1960) је пољски писац, један од успешнијих на међународној сцени. Познат је по својој литератури у којој описује путовања кроз покрајине источне Европе и њихов однос према западном свету. Као пацифиста дезертирао је из војске и због тога био у затвору годину и по дана.
Из родне Варшаве преселио се 1986. у карпатско село у Бескидима, где је ближе теми коју воли да описује у књигама. Анджеј Стасјук је рекао: „Ако живиш на Карпатима осетиш близину Словака, Украјинаца, Мађара, Румуна и можда и сам Балкан...Карпати су посевна земља.” Са женом Моником Снајдерман води заложбу Чарне (пољ. Wydawnictwo Czarne), која се специализовала за пољску и средњоевропску књижевност.

Добитник је и словеначке награде за литературу - Виленица и пољске литерарне награде Нике (2005) за путописни роман На путу за Бабадаг..